# 巴戎寺

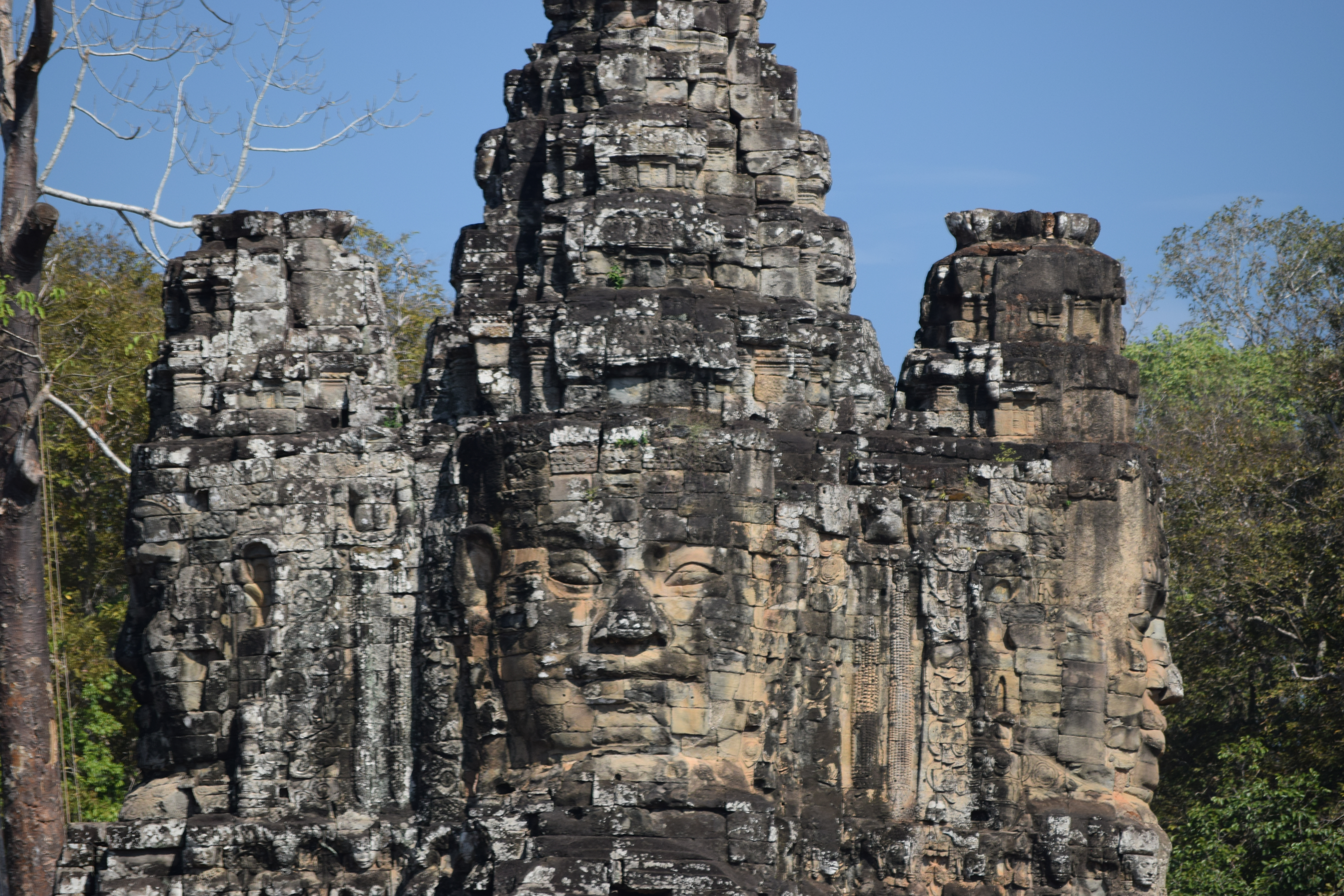
最著名的「微笑四面佛像」

巴戎寺（Bayon Temple,  [praːsaːt baːjŏən]），也被譯為巴揚寺，意為「美麗的塔」，是位於柬埔寨吳哥古蹟唯一一座大乘佛教寺院，也是高棉帝國最後一座國家寺院。巴戎寺建於1219年，由高棉國王闍耶跋摩七世下令興建
巴戎寺興建時間約晚吳哥窟100年。該寺建築物中最馳名的是每座佛塔上以闍耶跋摩七世的形象所雕刻的「微笑四面佛像」，又稱為「高棉的微笑」，佛像神秘的微笑成為柬埔寨著名的地標建築。日本政府保護吳哥小組（JSA）將這座寺廟描述為「高棉建築在巴洛克風格最引人注目的表現」，與吳哥窟的古典風格形成鮮明對比。

## 歷史
高棉國王闍耶跋摩七世篤信佛教，是一位極為虔誠的佛教徒，他擴建了吳哥城， 為紀念父母親分別建造了聖劍寺和塔布蘢寺，為自己修建了巴戎寺。在真臘古國遷都金邊後，吳哥城變逐漸勢微荒廢，直到1861年時，才由法國生物學家亨利·穆奧重新發現，他將所見記錄在《暹羅柬埔寨寮國諸王國旅行記》中，巴戎寺才矚光重現逐漸為世人所注目。

## 建築
巴戎寺位處吳哥城的中央心臟地帶，寺中的佛塔建築群是以佛教宇宙觀須彌山的概念來興建，建築物共分為三層，上層為圓型布局，樹立佛塔；下兩層為方型布局，分佈修道場和藏經閣等，大大小小庭院共有三百多間。在巴戎寺的中心建有一座最高的佛塔，周圍由四十八座四面佛佛塔圍繞，加上五座城門塔，共有54座石刻佛塔，代表當時高棉國統治下的54個省份。

## 壁雕
巴戎寺的浮雕共有一千兩百公尺長，生動地刻畫了一萬一千個人物，描刻吳哥王朝歷史以及當時人們的生活情景，由巴戎寺東門順時針刻劃的浮雕內容依序是：出征占婆、高棉族與占婆族在洞里薩湖水戰、水上生活、吳哥戰勝占婆的戰爭、高棉族百姓的日常生活、軍隊、內戰、大魚吞羊、勝利遊行、馬戲團及占婆人洗劫吳哥。

## 景色

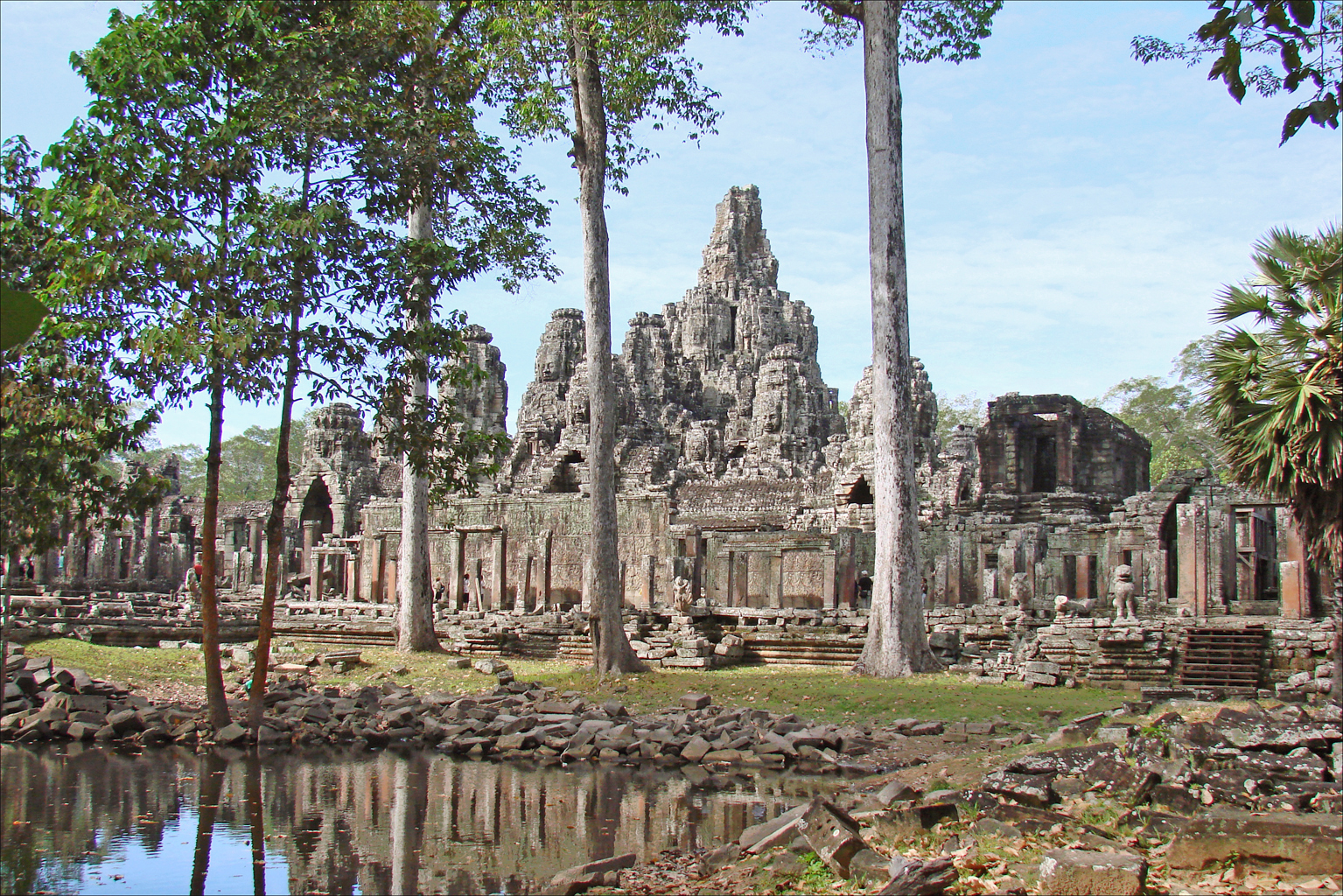
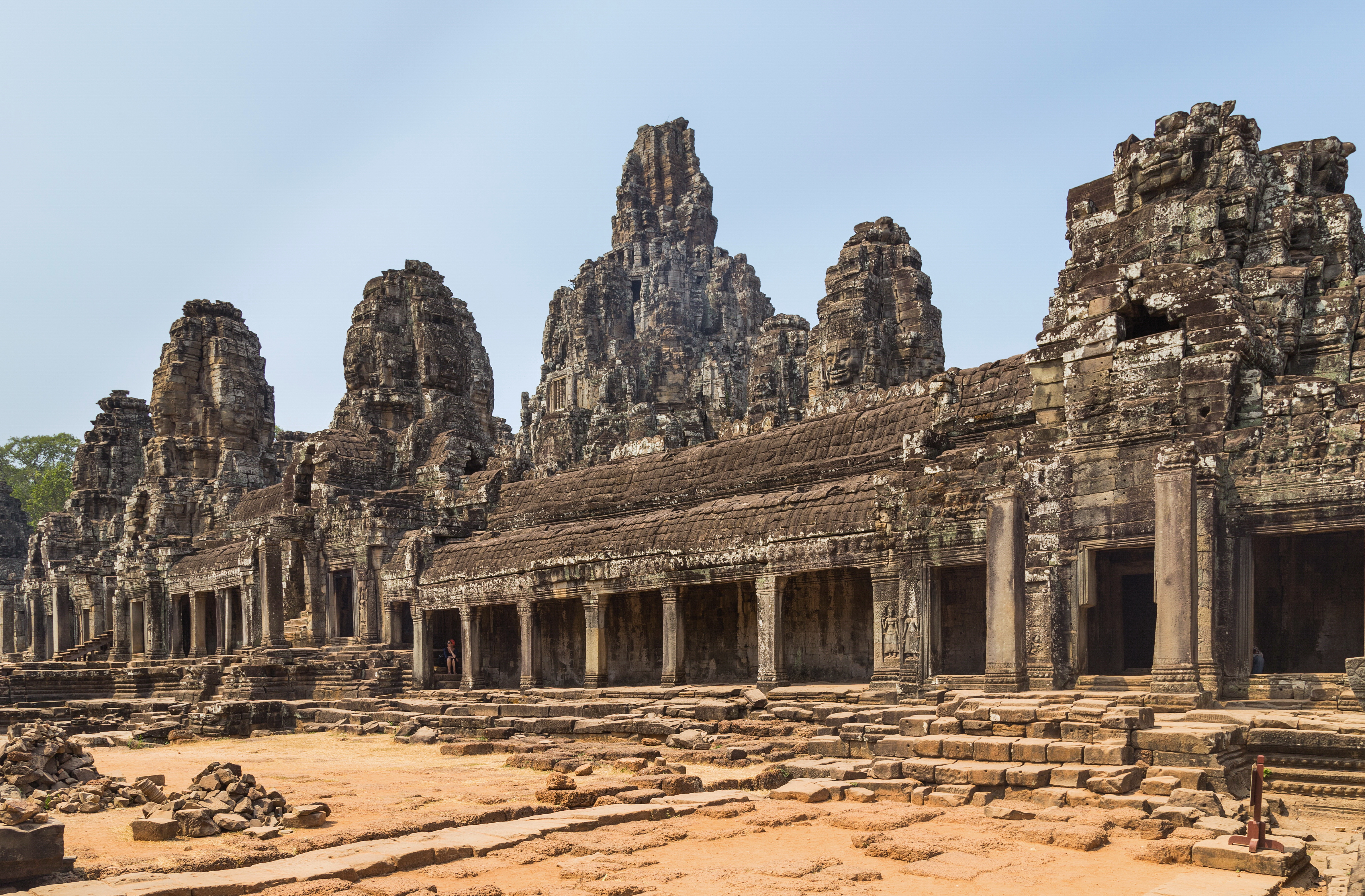
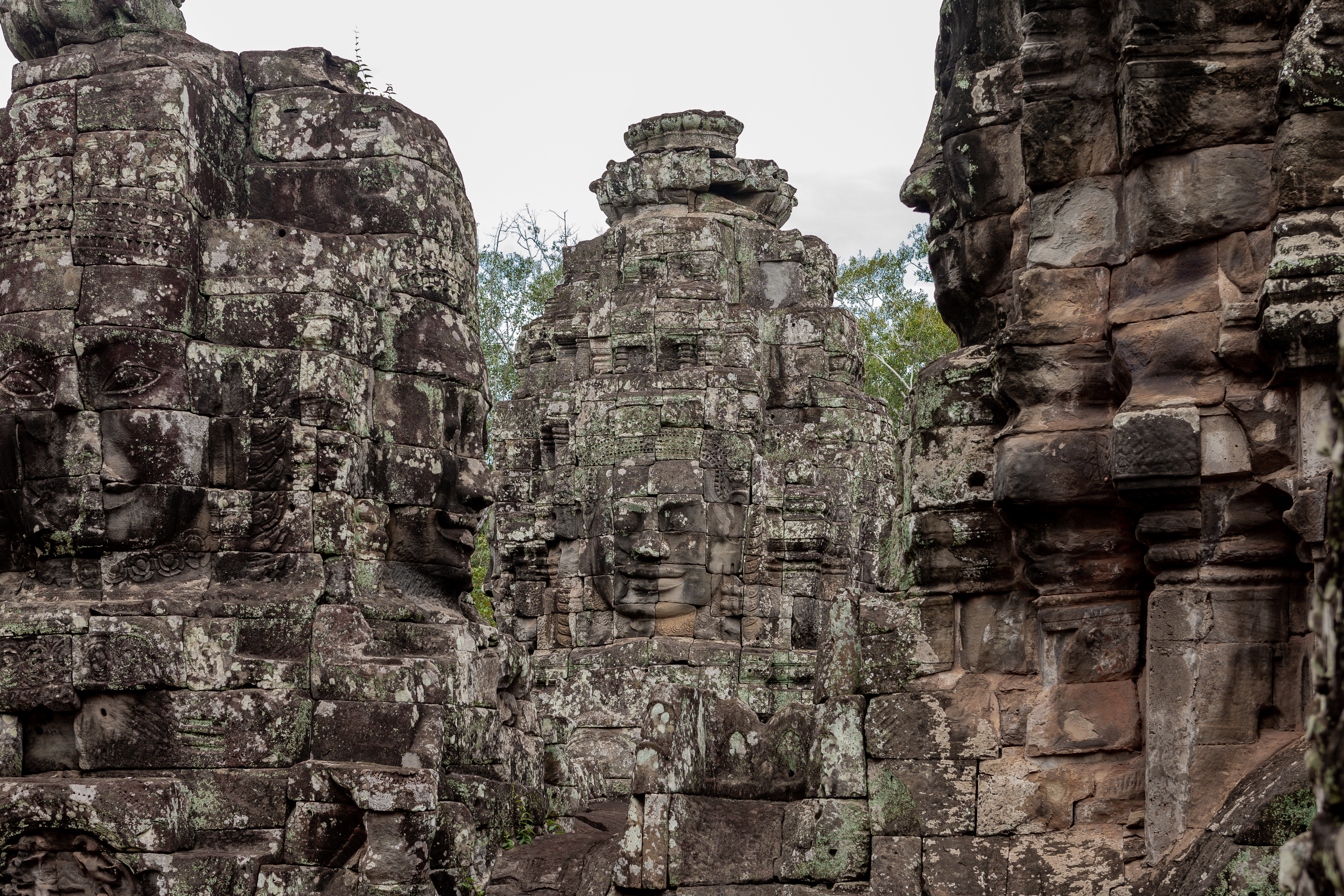
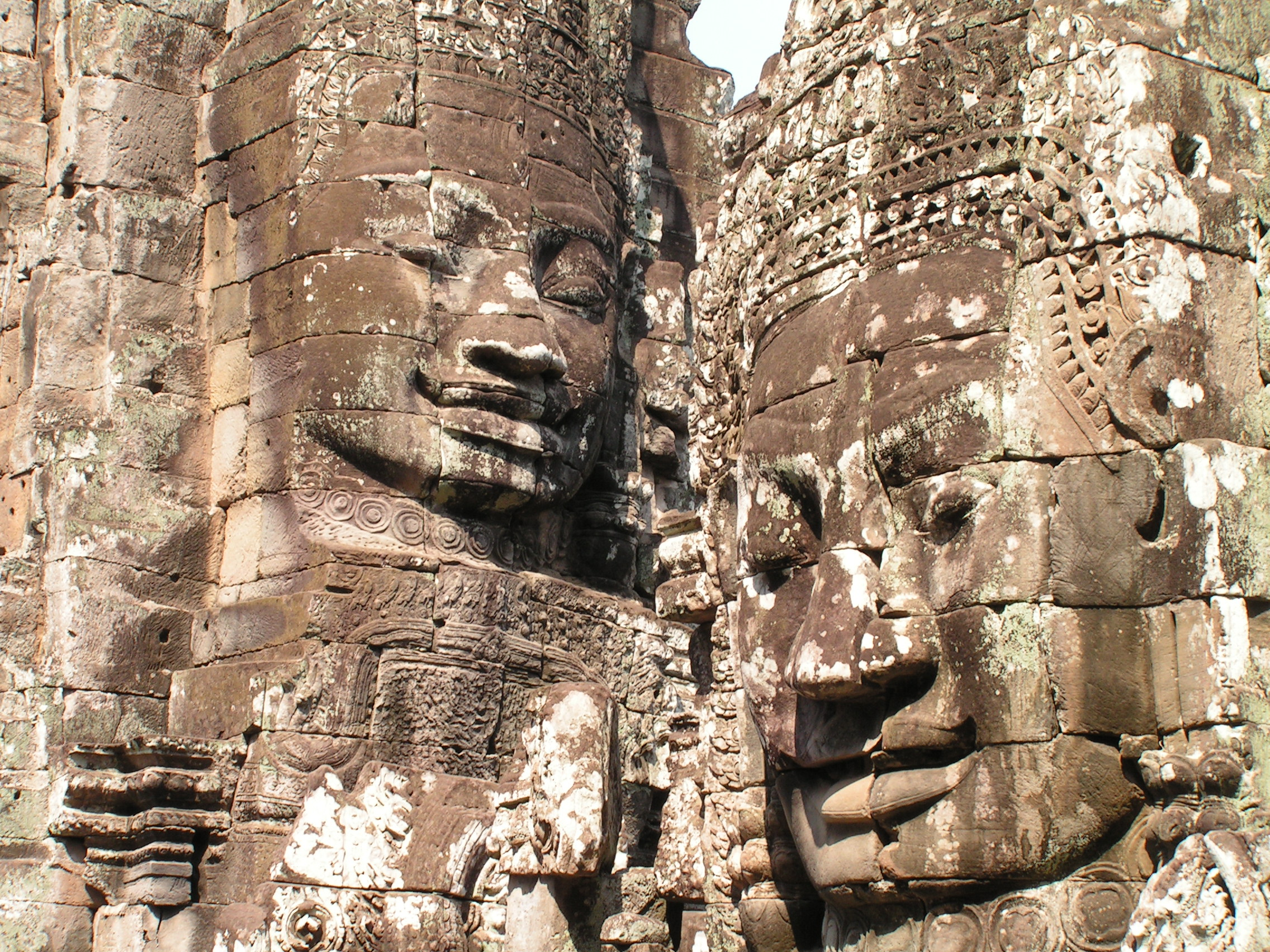
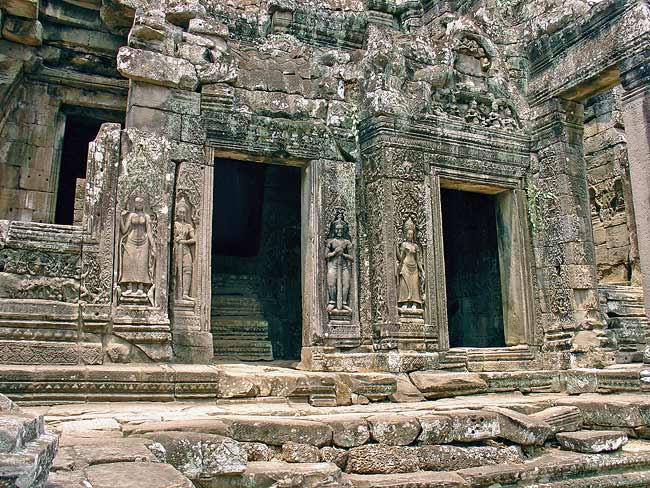
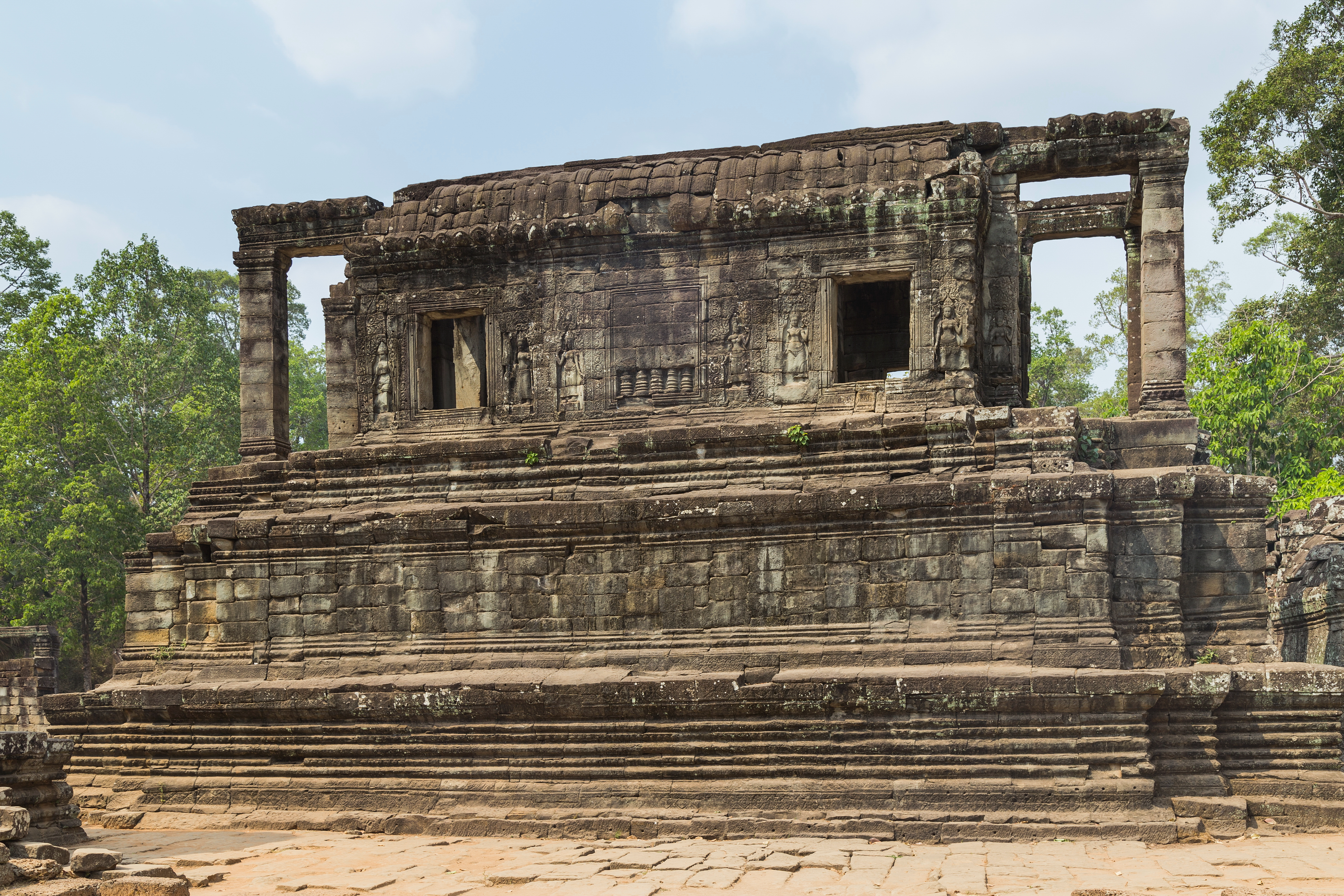
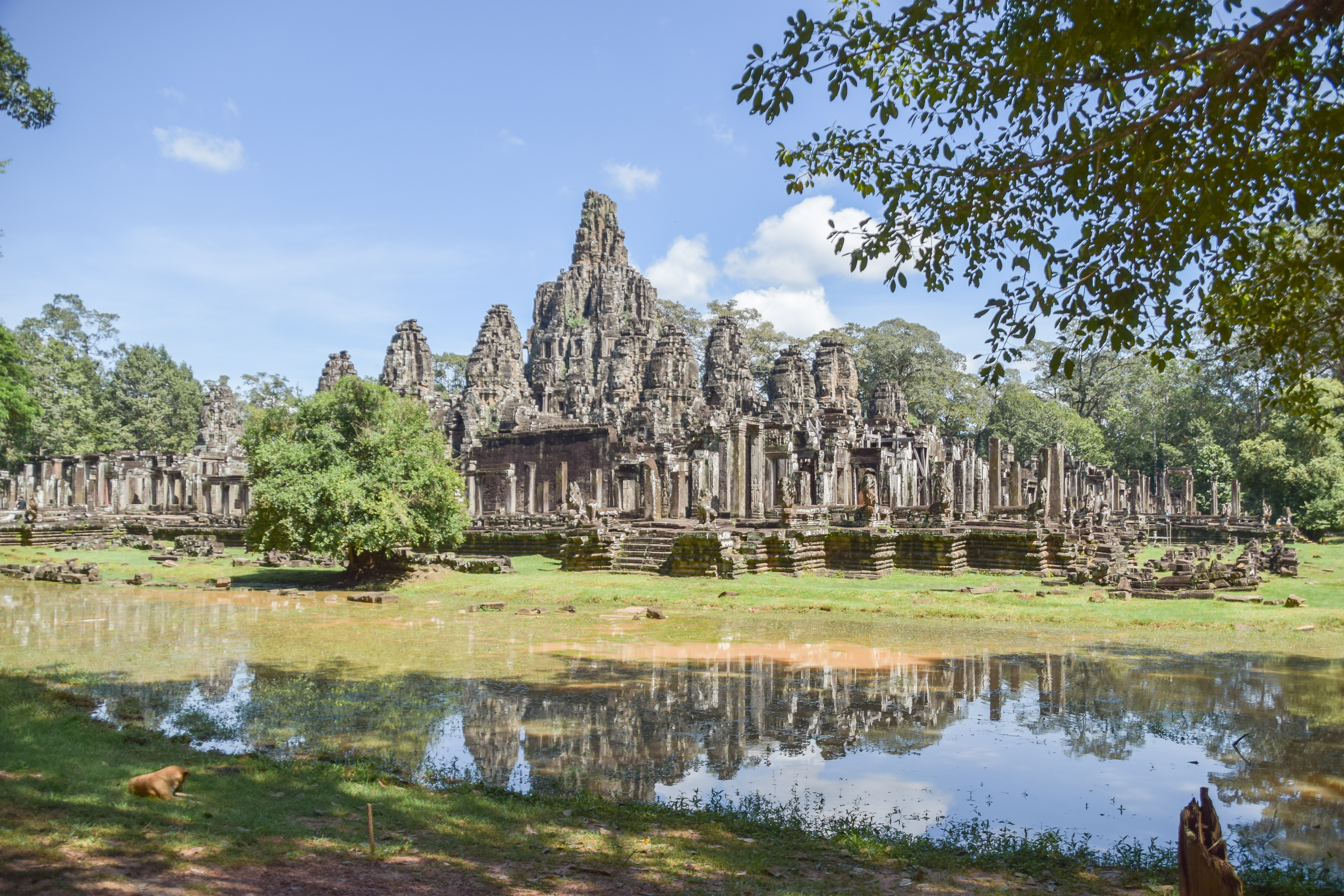
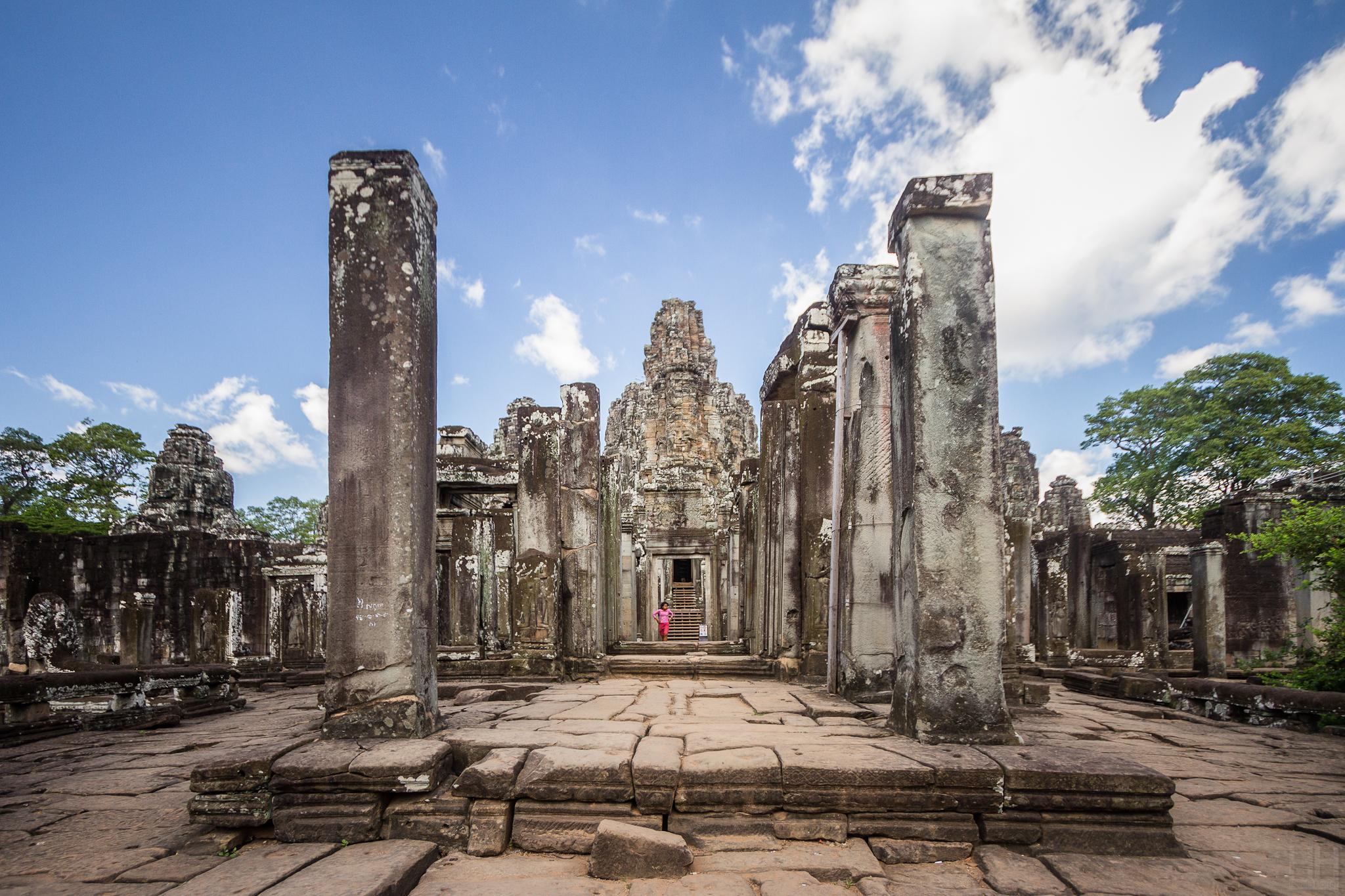
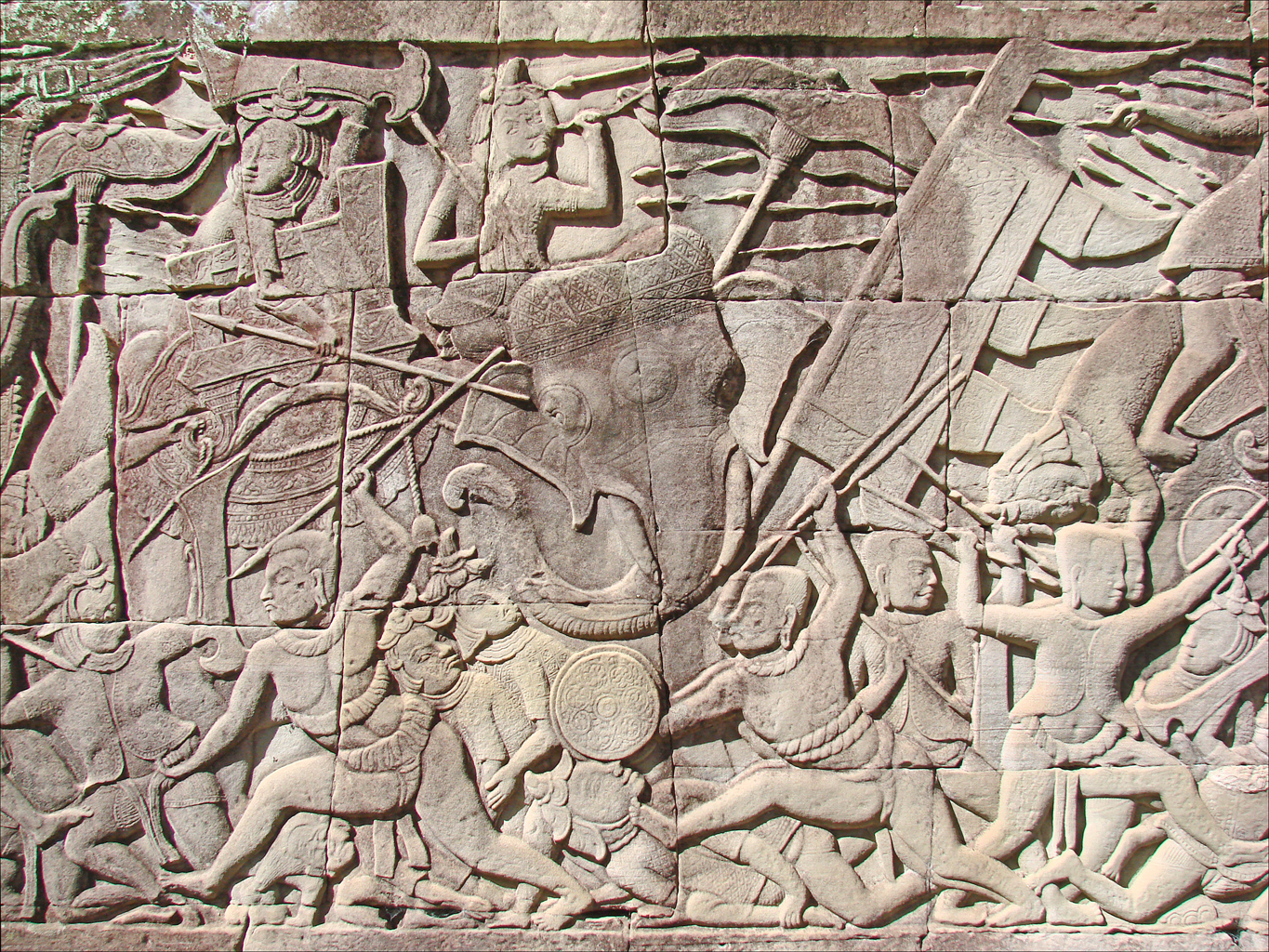
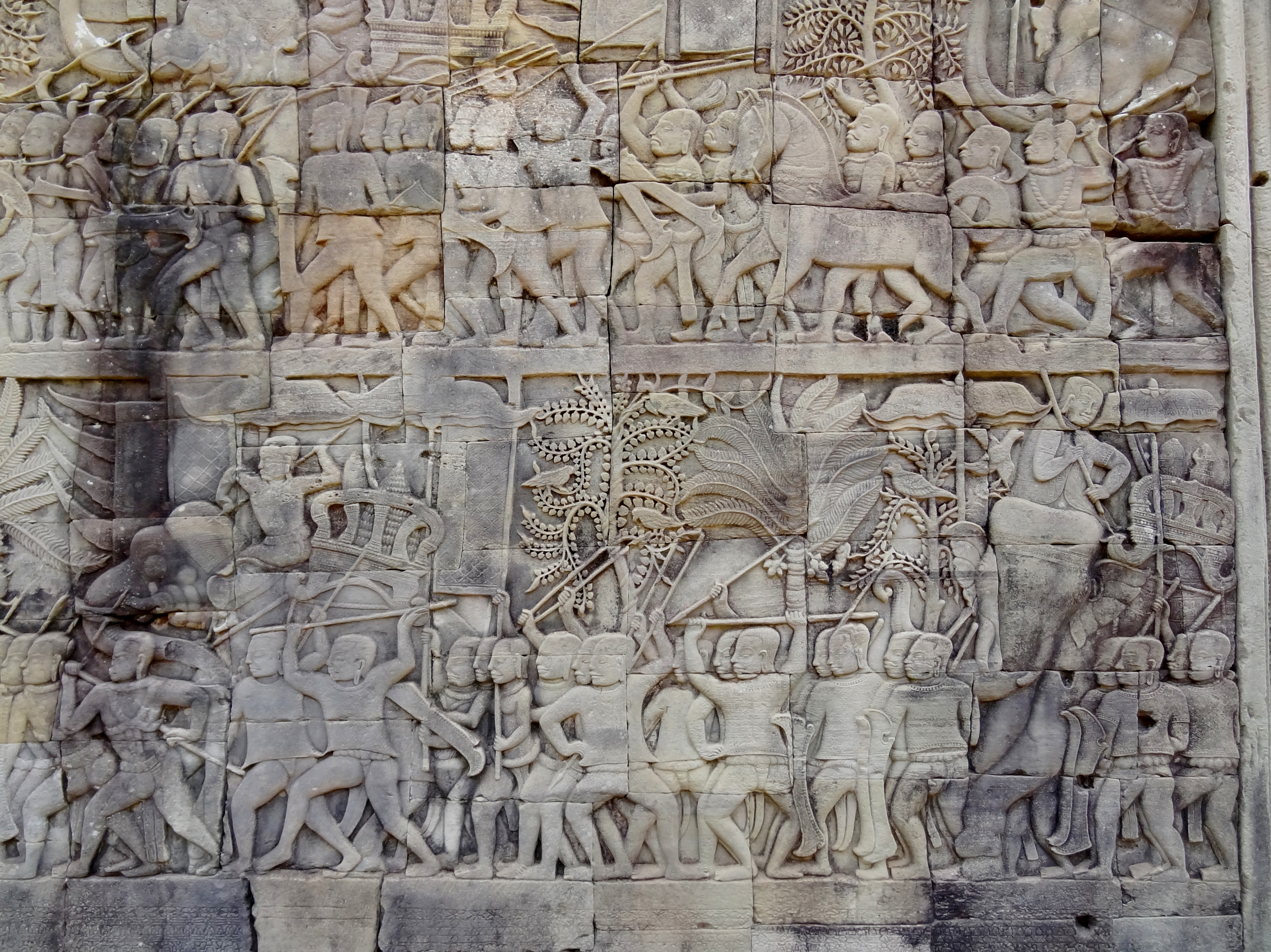
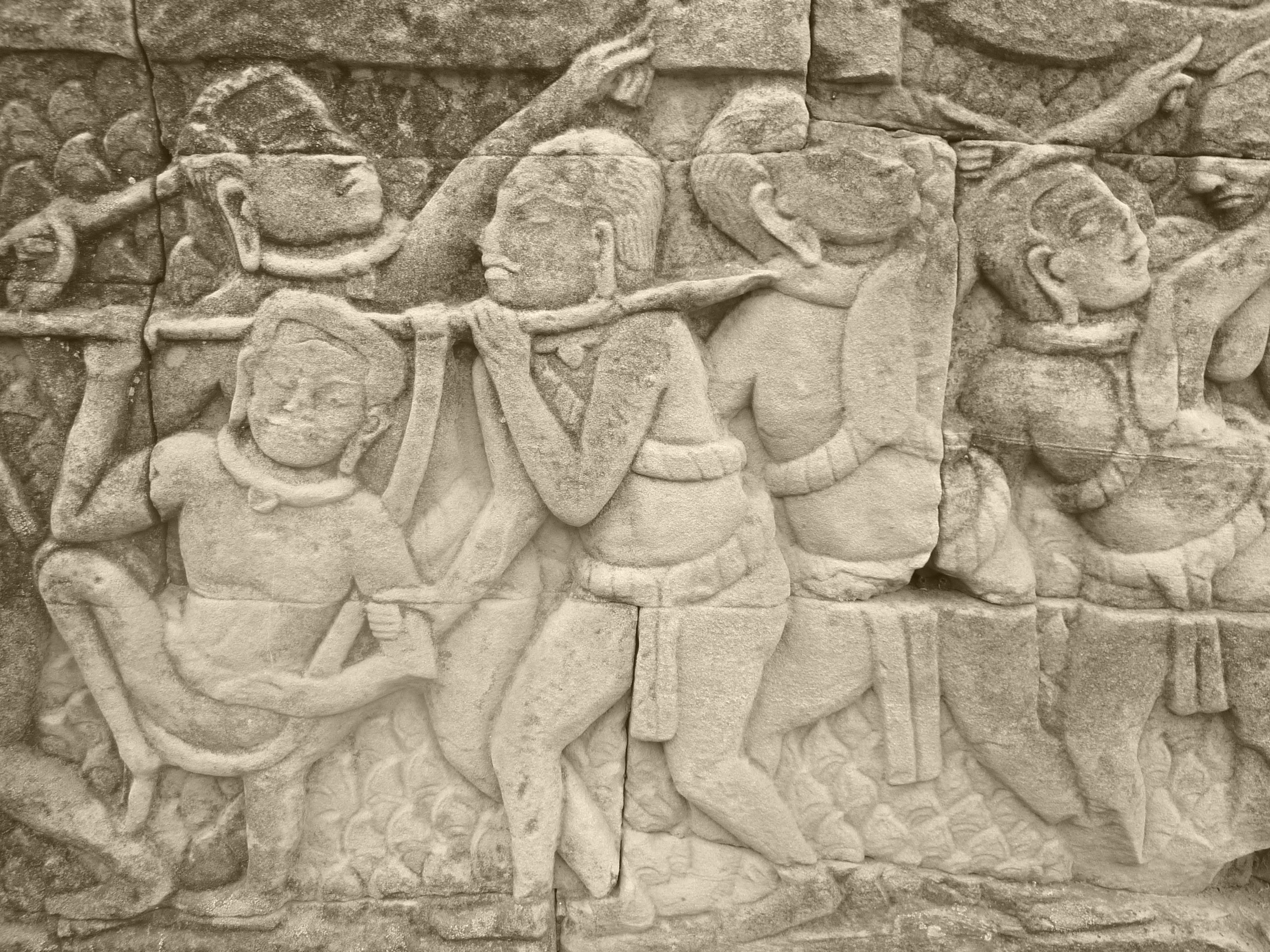
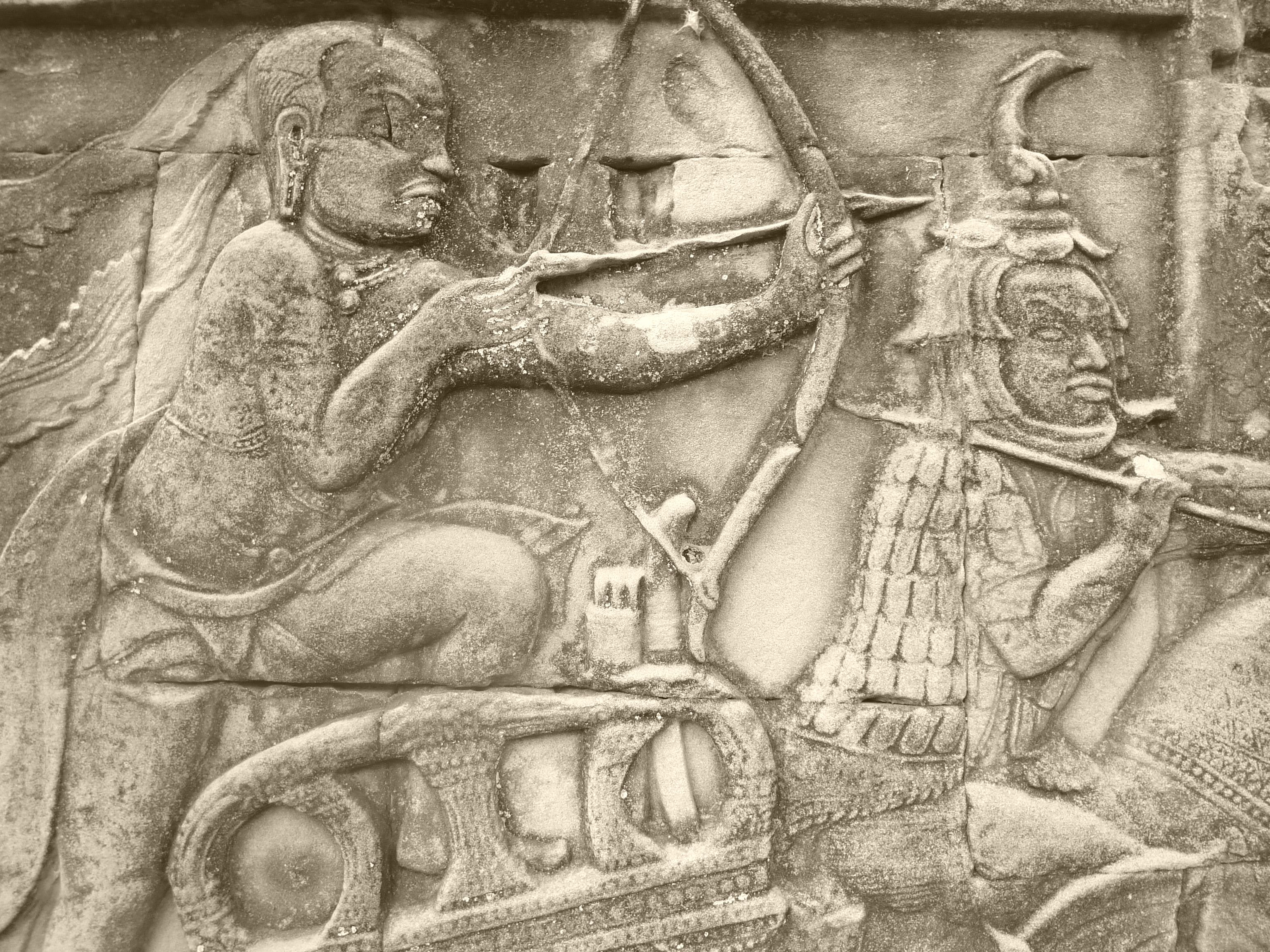
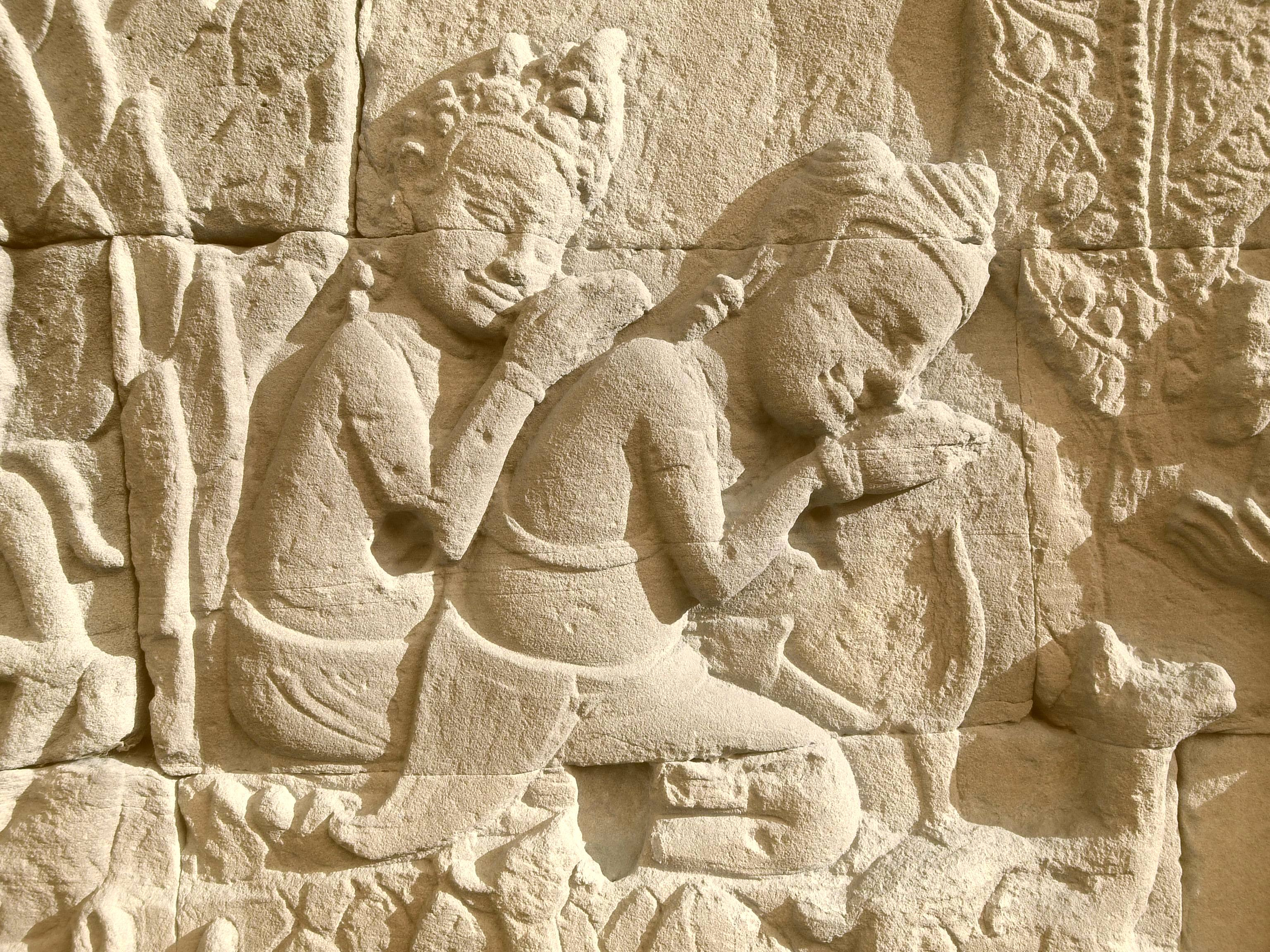
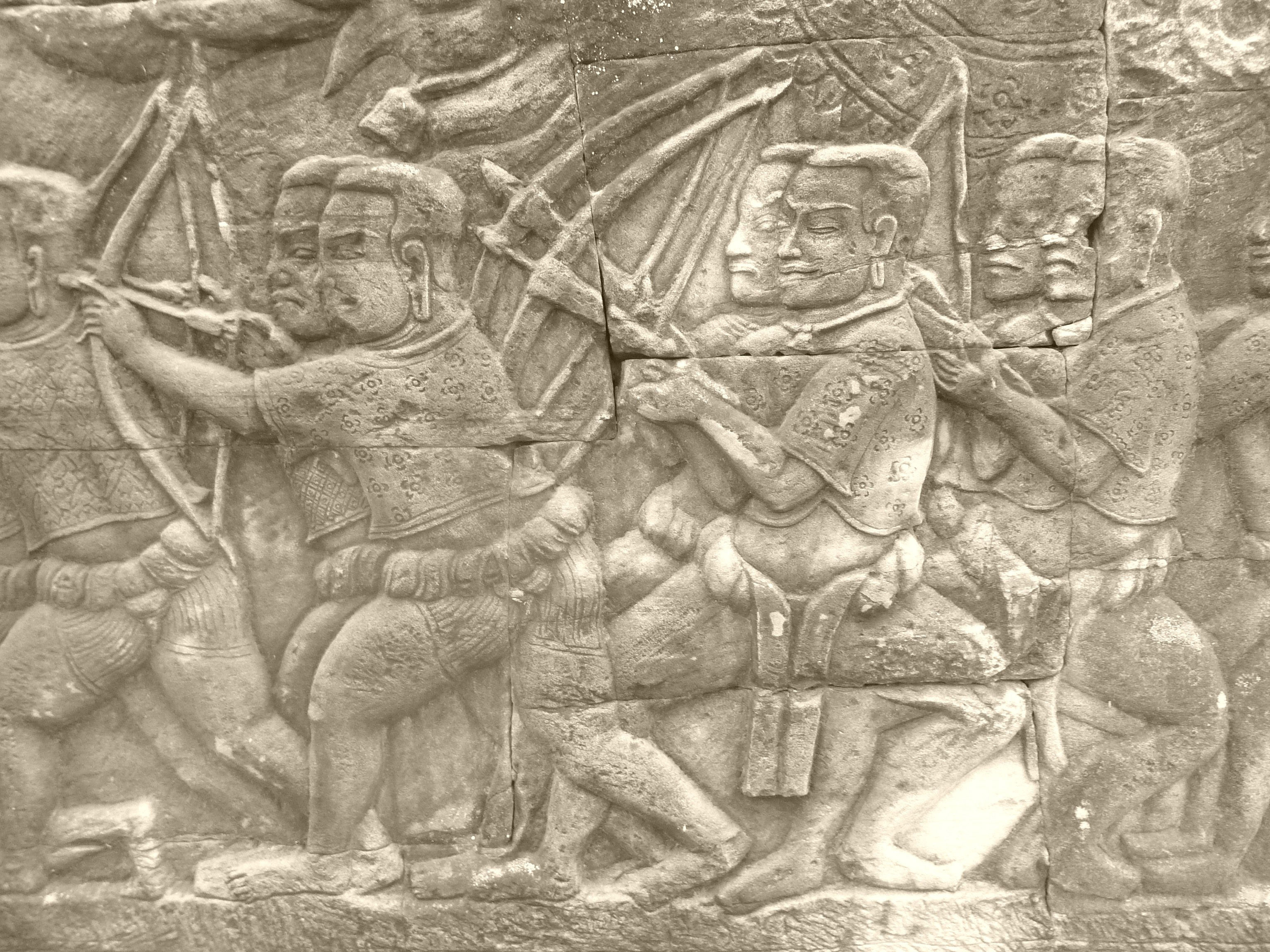
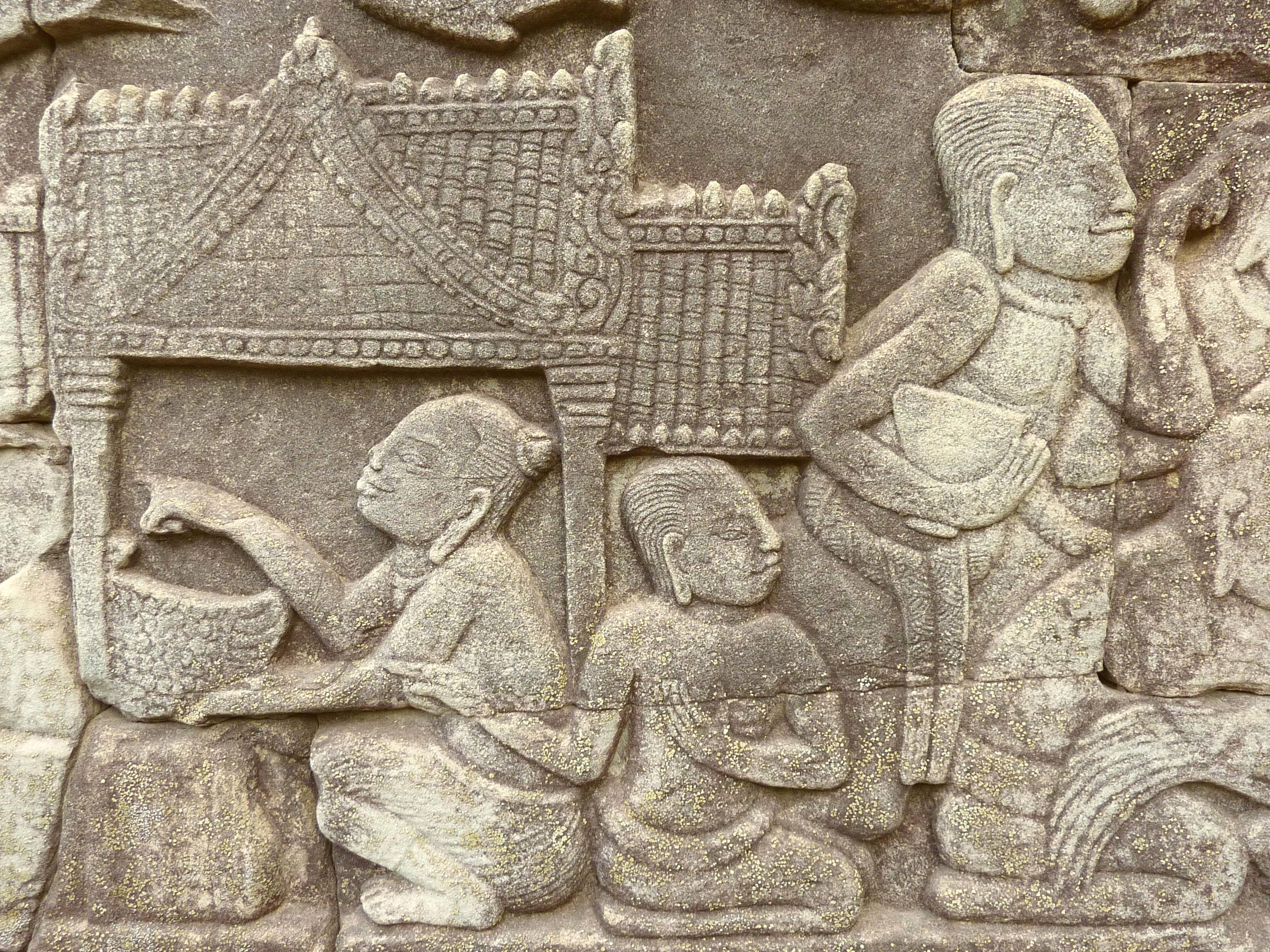
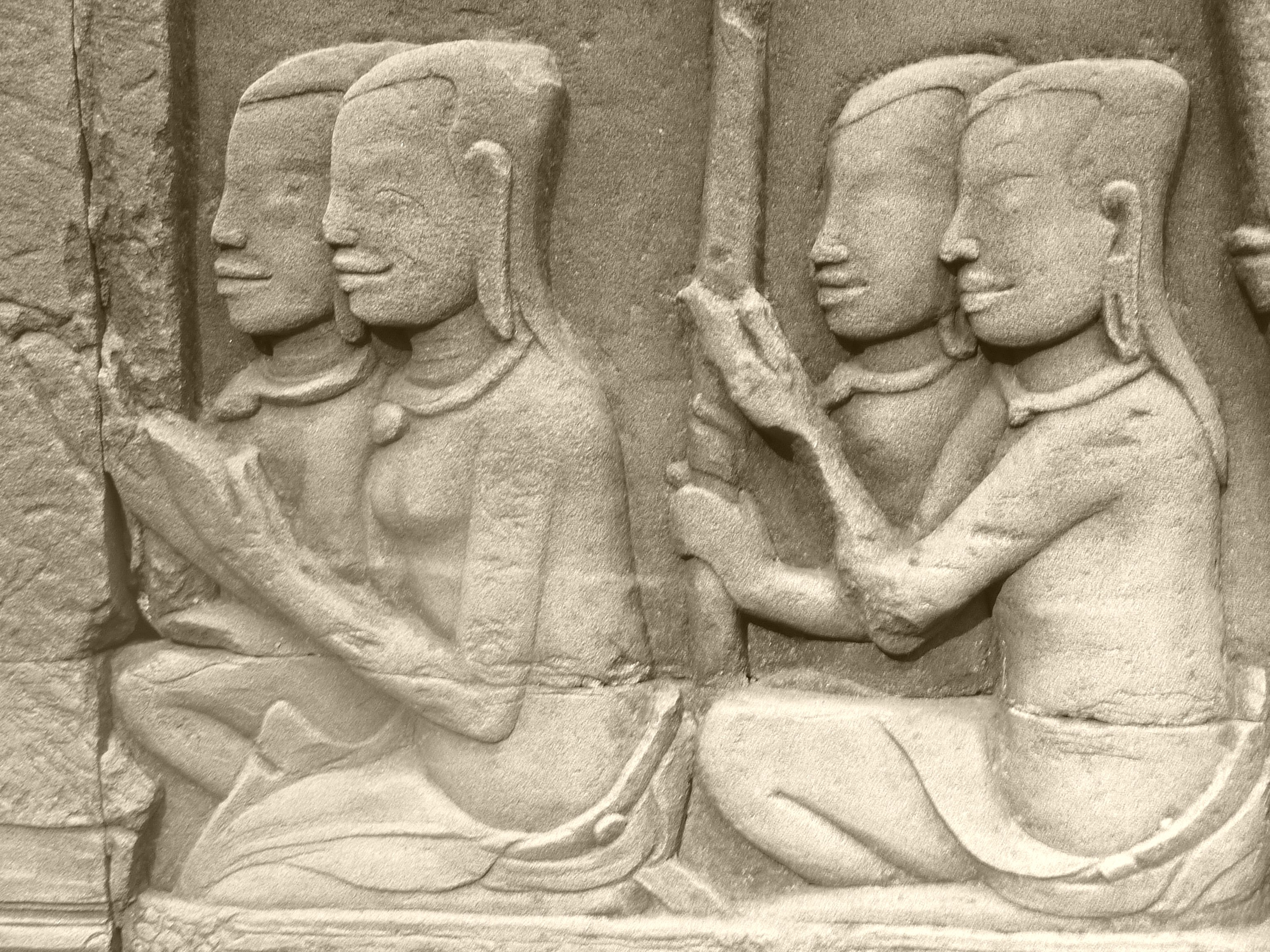
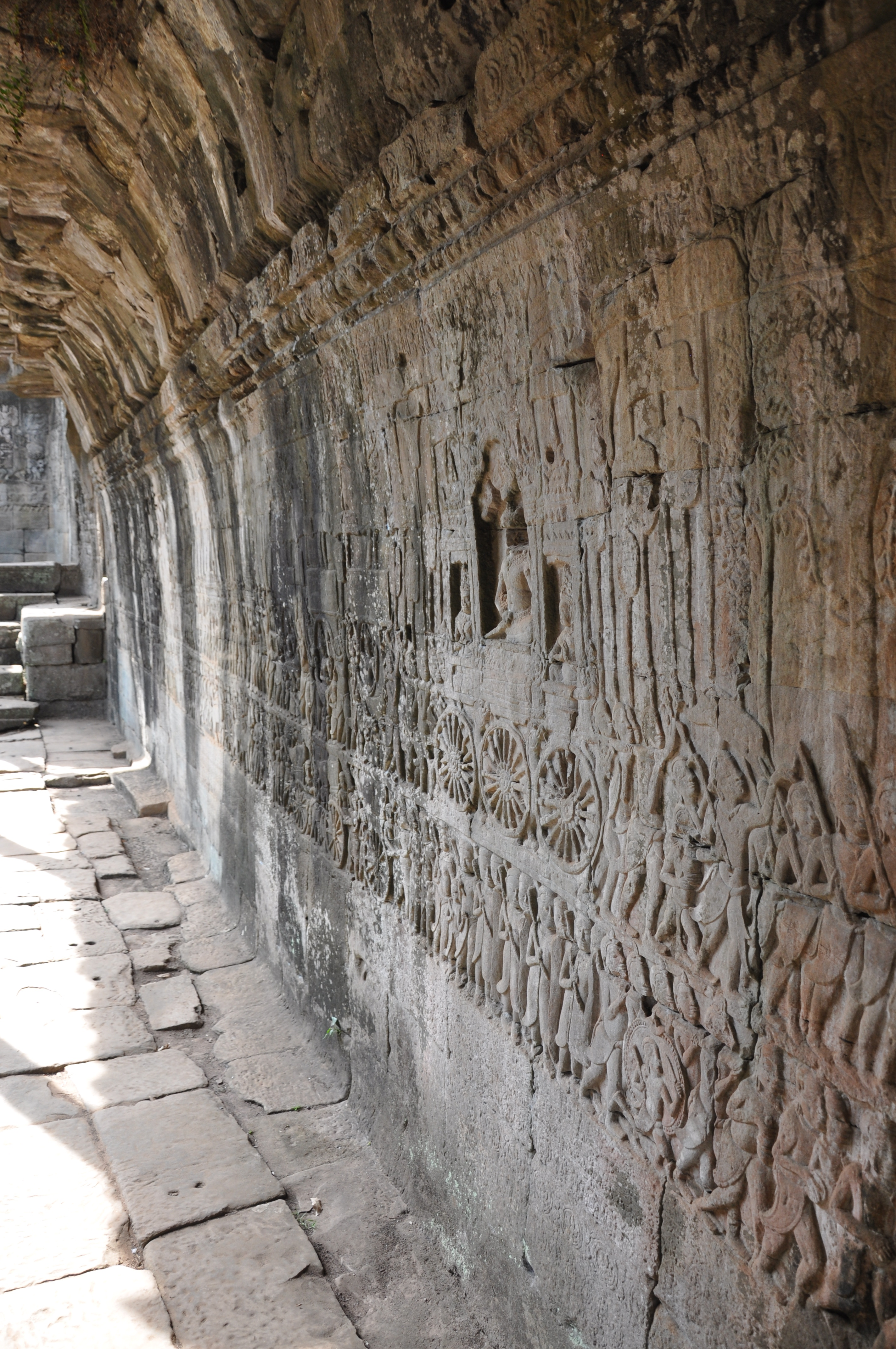
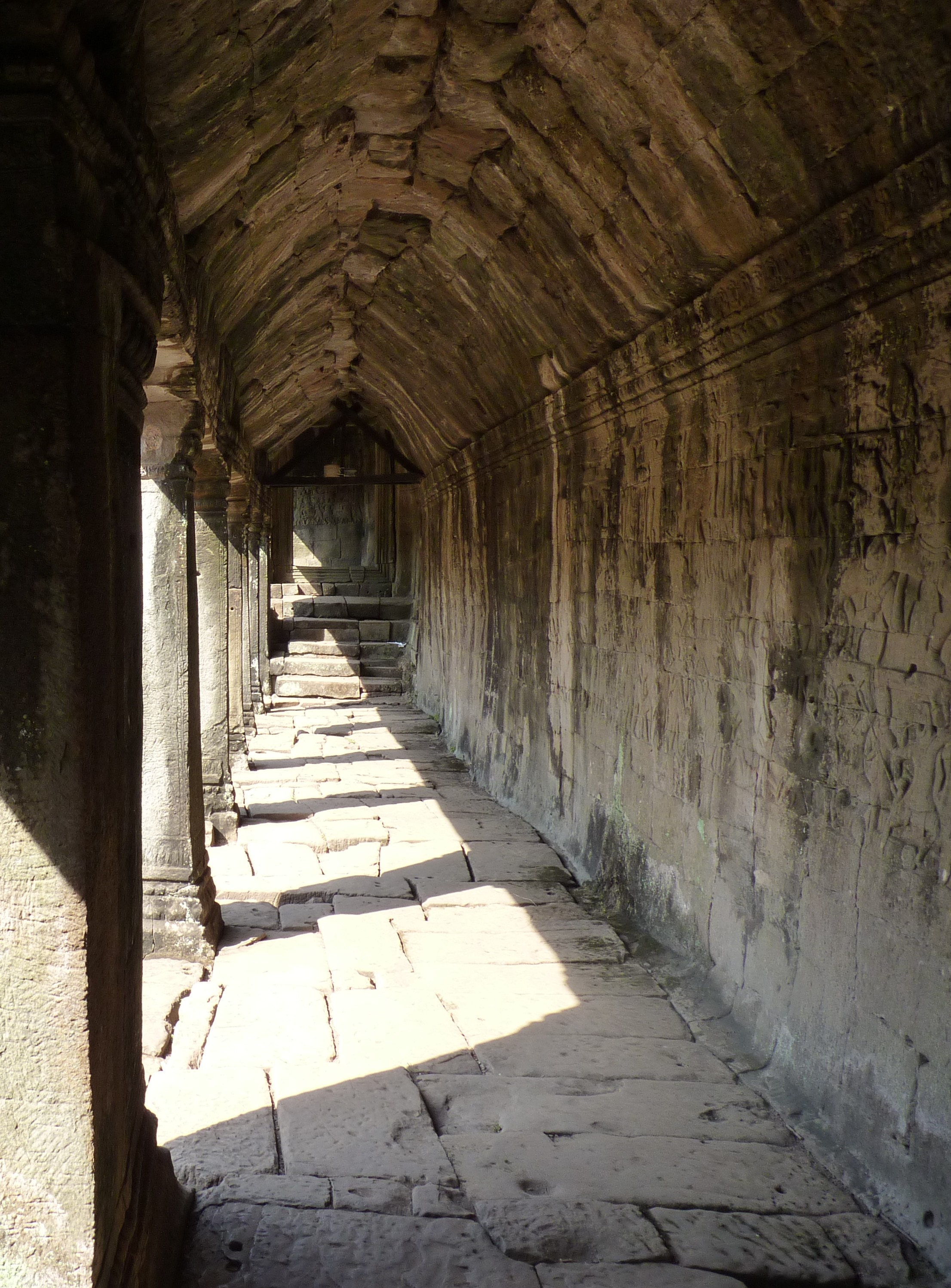
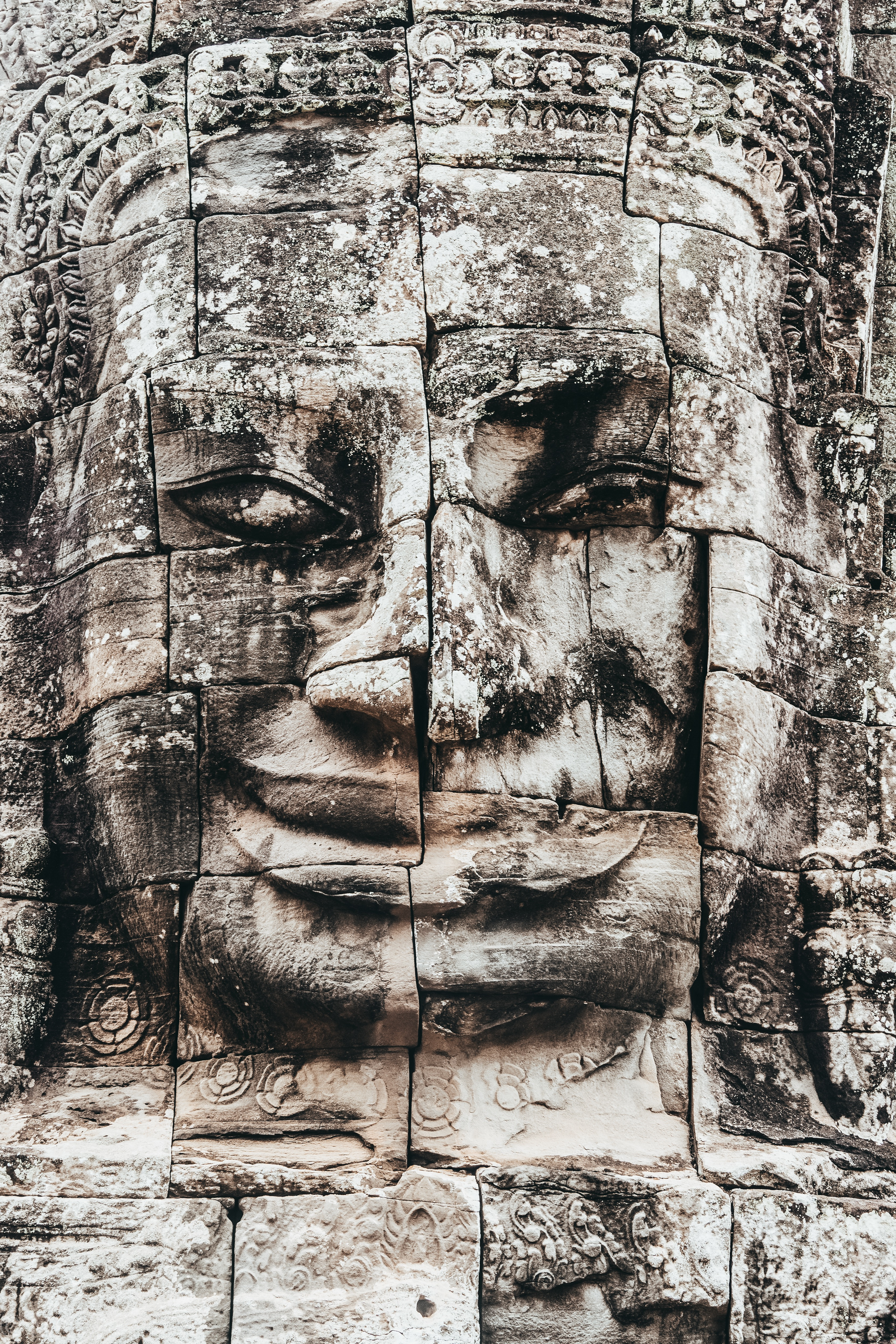
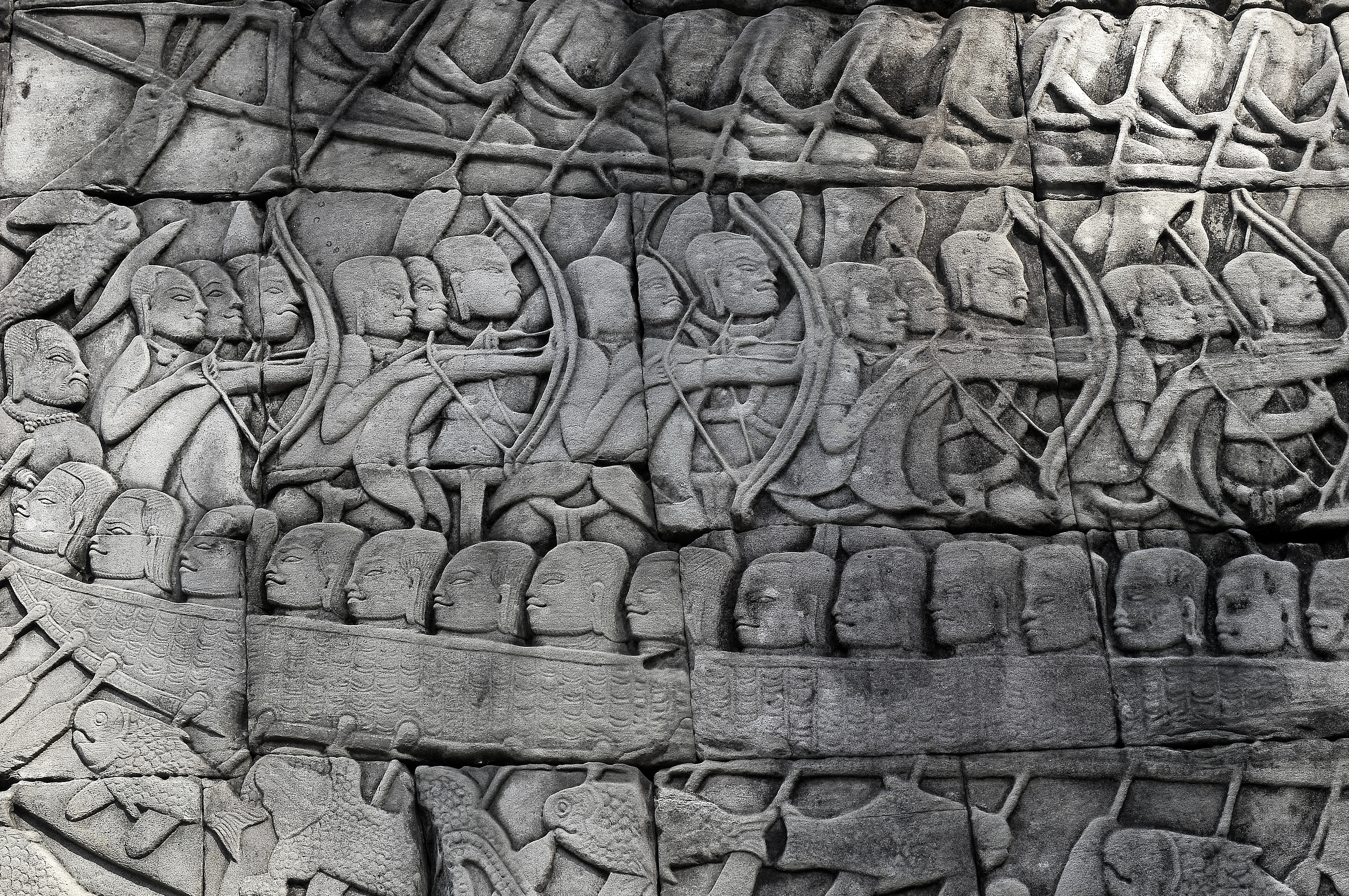
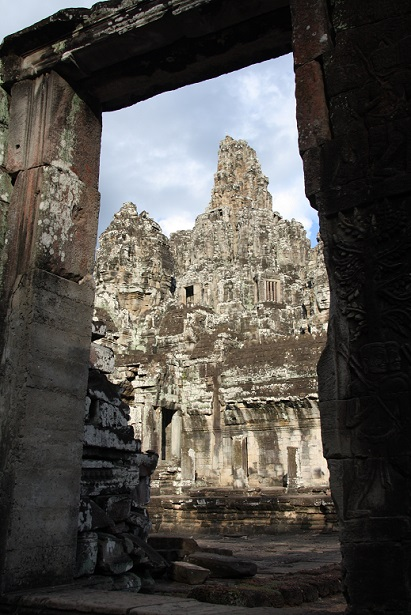
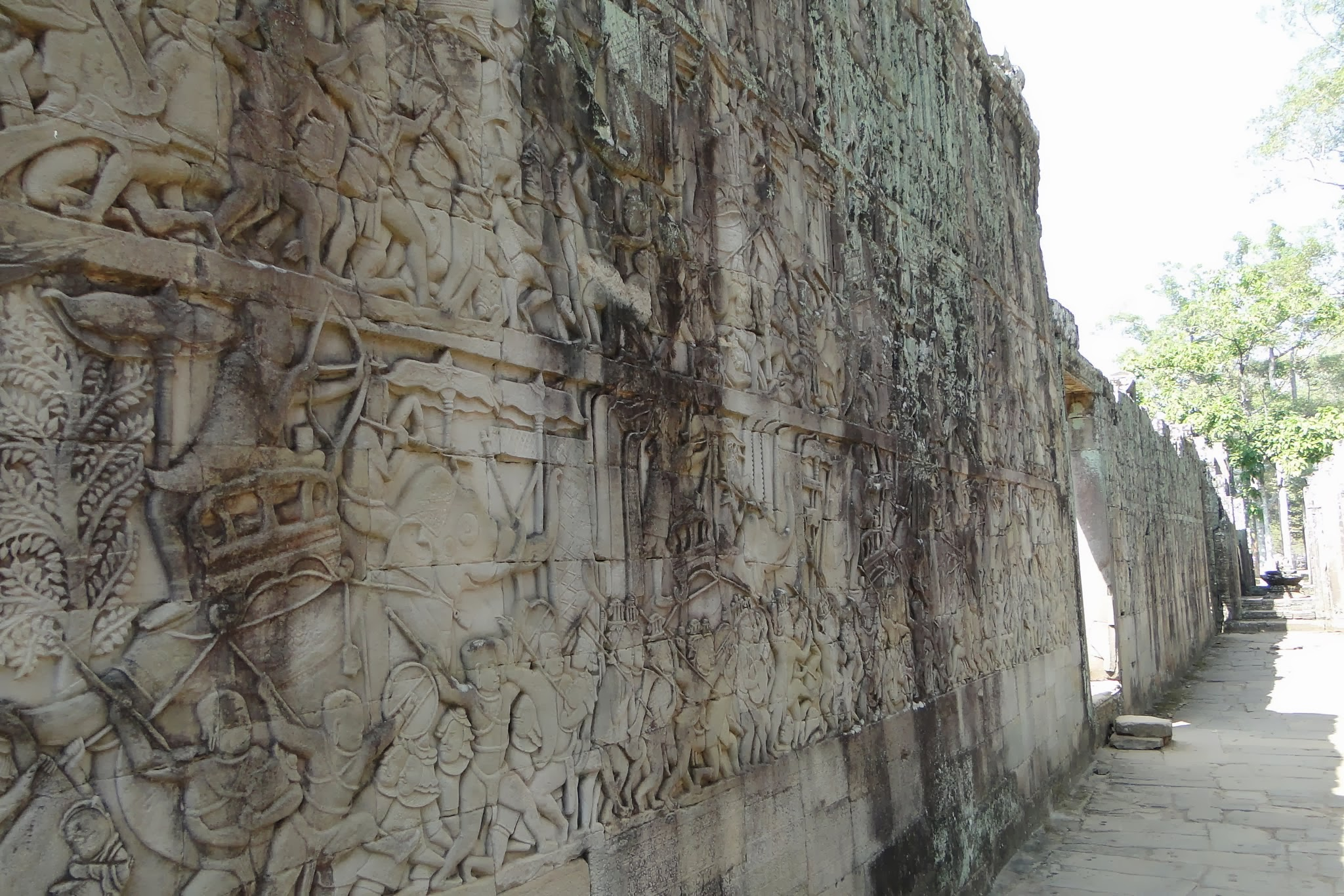
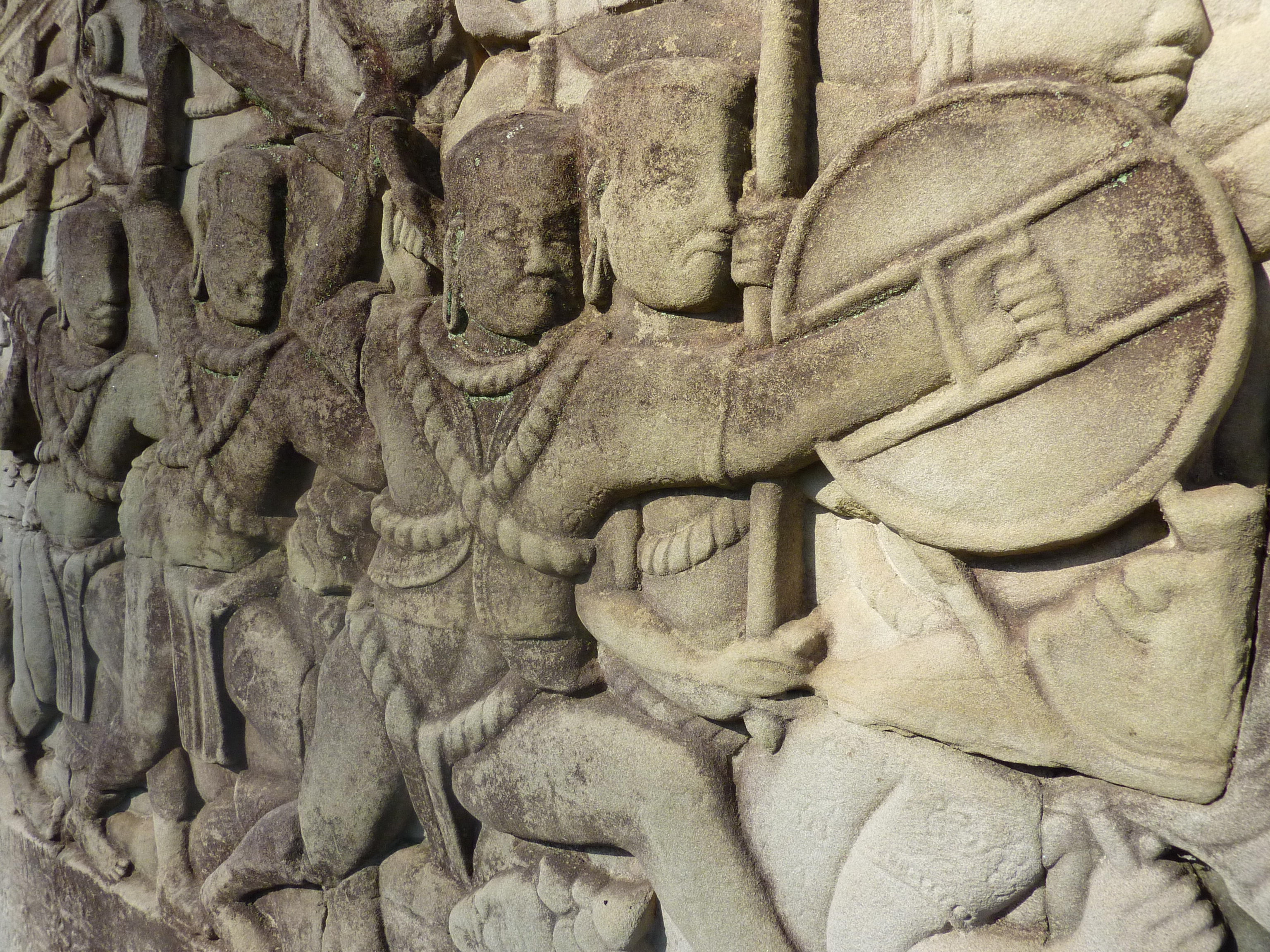
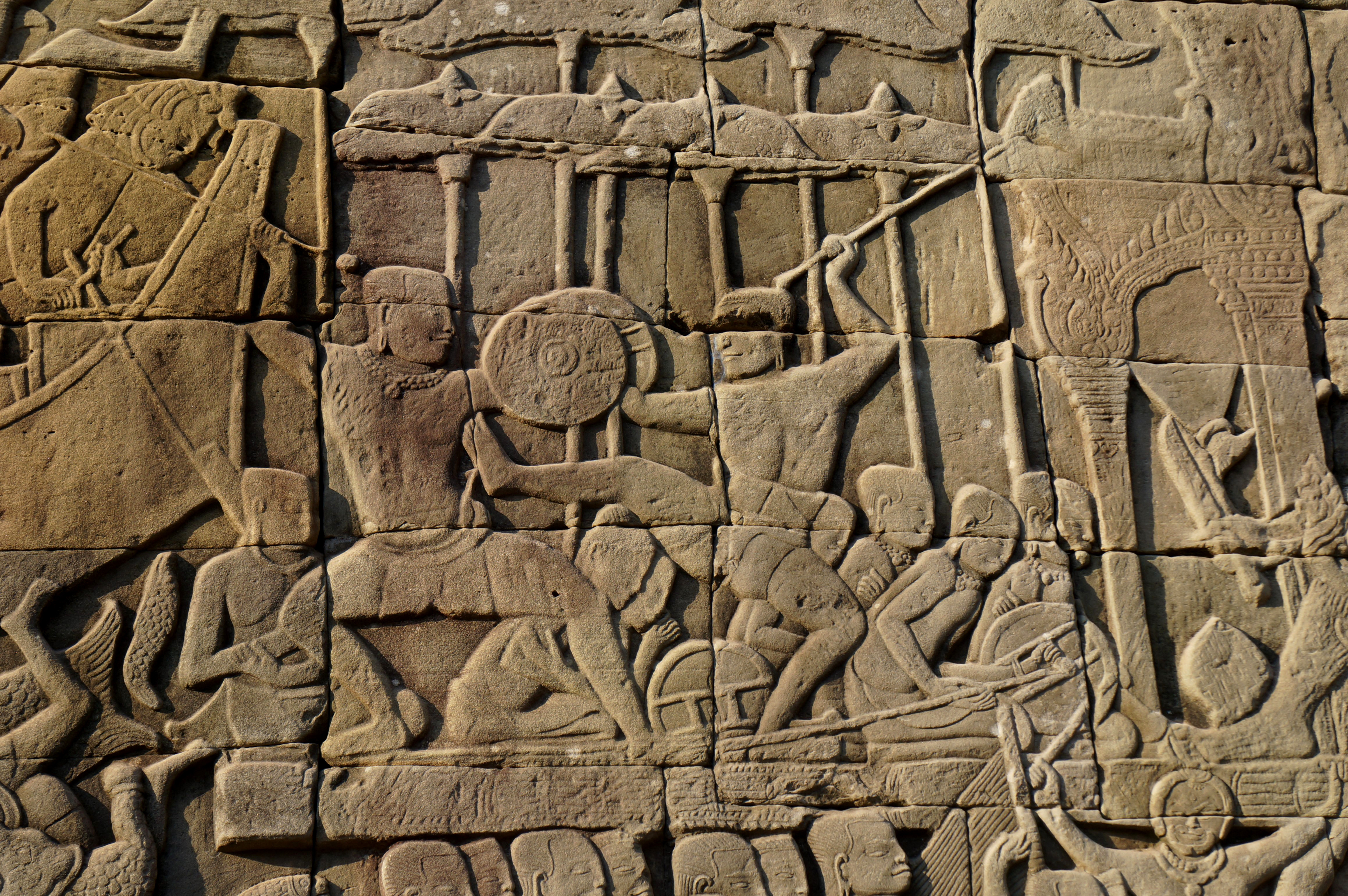
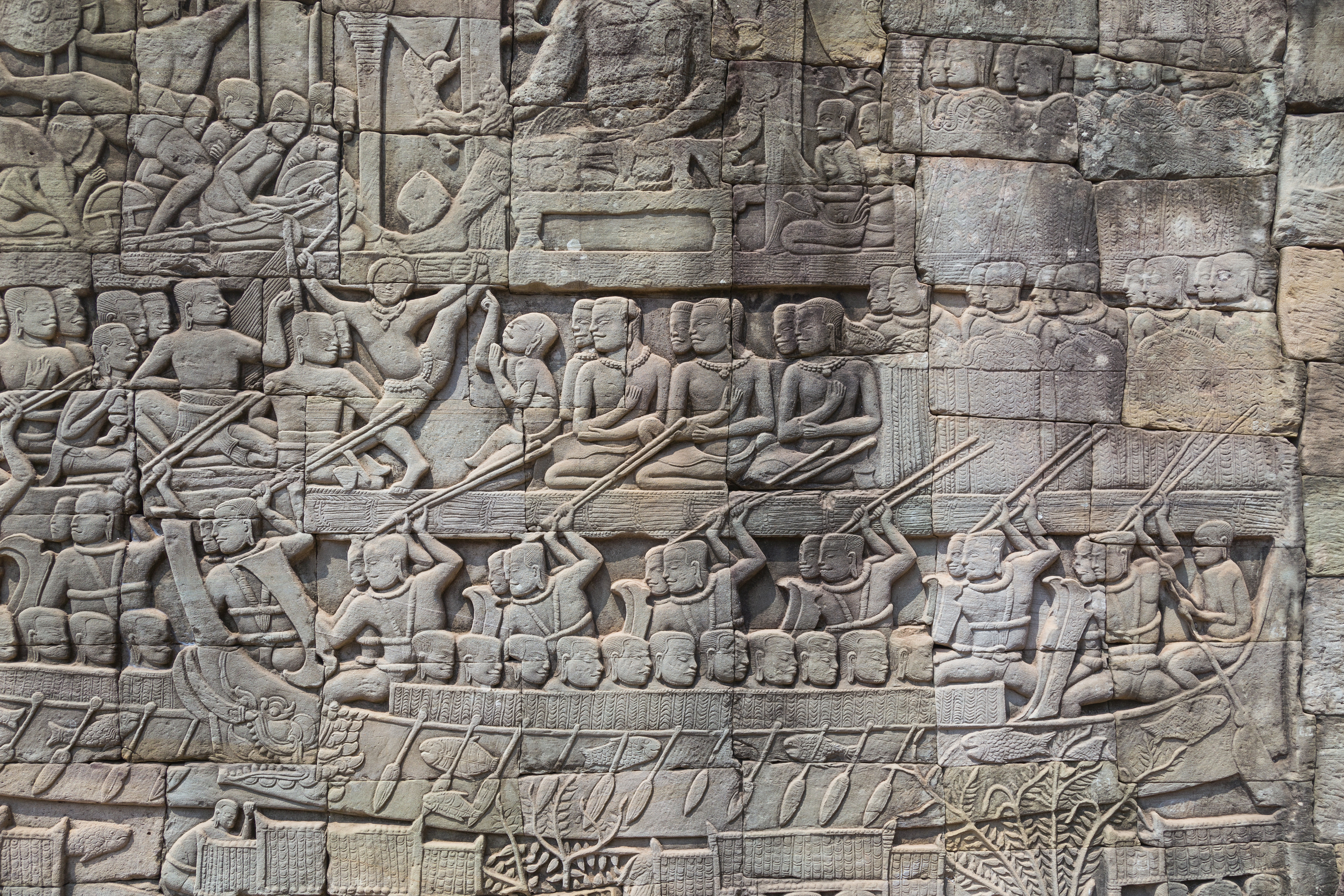

## 外部連結
- The Bayon Symposium (Unesco): 1996 - 2001 （页面存档备份，存于）
- Bayon Goddesses - Devata of King Jayavarman VII
- Are Ancient Goddesses Actually 12th Century Khmer Queens?
- Bayon - Gallery and Photographic Documentation （页面存档备份，存于） by khmer-heritage.de